# Публий Корнелий Сципион (консул 218 года до н. э.)
Пу́блий Корне́лий Сципио́н (лат. Publius Cornelius Scipio; умер в 212/211 году до н. э.) — римский политический деятель и военачальник из патрицианского рода Корнелиев, консул 218 года до н. э. Во время Второй Пунической войны первым из римских полководцев столкнулся с Ганнибалом и потерпел от него поражение при Тицине. В битве при Требии оставался пассивным наблюдателем из-за ранения. С 217 года до н. э. вместе со своим братом Гнеем Корнелием Сципионом Кальвом воевал с карфагенянами в Испании. Одержал ряд побед, но добиться перелома на этом театре военных действий не смог. В 212 или 211 году до н. э. он потерпел поражение и погиб в бою.
Сыном Публия Корнелия был выдающийся полководец Публий Корнелий Сципион Африканский.

## Биография

### Происхождение
Сципион принадлежал к одному из самых знатных и разветвлённых родов Рима, имевшему этрусское происхождение, — Корнелиям. Когномен Сципион (Scipio) античные писатели считали происшедшим от слова посох: «Корнелий, который [своего] тёзку — отца, лишённого зрения, направлял вместо посоха, был прозван Сципионом и передал это имя потомкам». Самого раннего носителя этого когномена звали Публий Корнелий Сципион Малугинский; отсюда делается предположение, что Корнелии Сципионы были ветвью Корнелиев Малугинских.
Представители этой ветви рода получали консульство в каждом поколении. Дед Публия Корнелия Луций Корнелий Сципион Барбат, консул 298 года до н. э., сражался при Сентине; отец, тоже Луций, консул 259 года, во время Первой Пунической войны изгнал карфагенян с Корсики. Старшим братом Публия был Гней Корнелий Сципион Кальв, консул 222 года до н. э.

### Консульство
Первое упоминание Публия Корнелия в источниках относится к 218 году до н. э., когда он стал консулом совместно с плебеем Тиберием Семпронием Лонгом. Это был первый год Второй Пунической войны. Сципион получил по жребию в качестве провинции Испанию, где он должен был сразиться с наместником Карфагена Ганнибалом; его коллеге предстояло высадиться в Африке. Публию Корнелию предоставили два римских легиона, 14 тысяч пехотинцев союзников и 1 600 всадников. Все эти силы консул погрузил на 68 кораблей и отправился вдоль побережья Этрурии и Лигурии. В качестве легата его сопровождал старший брат Гней Корнелий; кроме того, с консулом был его старший сын Публий, для которого это была первая кампания.
Прибыв в Массилию, Сципион узнал, что Ганнибал уже движется через Галлию и приближается к реке Родан. Публий Корнелий высадил свою армию в устье реки и пошёл на север, предполагая дать врагу сражение; но Ганнибал избежал встречи и ушёл к Альпам. Тогда консул вернулся к кораблям, отправил своего брата в Испанию с большей частью войска, а сам уплыл обратно в Пизу, на пути сделав короткую остановку в Генуе. Здесь Сципион возглавил два легиона преторов Луция Манлия и Гая Атилия; с ними он предполагал встретить врага в долине Пада, сразу после перехода им Альп. Но консул не успел вовремя: армия Ганнибала всё же получила несколько дней, чтобы восстановить силы и даже подчинить некоторые галльские племена.
Встреча римлян и карфагенян произошла в ноябре 218 года при Тицине, левом притоке Пада. Два дня армии стояли на расстоянии 5 миль друг от друга; на третий день полководцы выступили на разведку — Ганнибал с конницей, Сципион с конницей и легковооружённой пехотой. Неожиданно друг для друга они встретились и вступили в бой. Некоторое время схватка шла на равных, но нумидийцы ударили в тыл римлянам (возможно, из засады), а консул был ранен и едва не погиб. Согласно одним источникам, его спас собственный сын, согласно другим — какой-то раб-лигур (но эта версия восходит к Фабию Пиктору, врагу Корнелиев). Часть римской конницы сплотилась вокруг командующего и смогла в относительном порядке отступить в лагерь, но в целом сражение явно было проиграно.
Сципион отступил за Тицин, а потом и на южный берег Пада, к Плаценции. Ганнибал последовал за ним и разбил лагерь совсем рядом с римским, но Публий Корнелий теперь отказывался принять бой. В первую же ночь после подхода карфагенян находившиеся в римском лагере галлы (около 2200 человек) устроили резню и ушли к Ганнибалу, прихватив с собой головы убитых; поэтому консул продолжил отступление. Из-за мучений, доставляемых раной, он остановился на реке Требия. Здесь к нему присоединился второй консул, Тиберий Семпроний Лонг, который за 40 дней прошёл со своей армией всю Италию.
У коллег были диаметрально противоположные взгляды на то, что делать дальше. Сципион выступал за то, чтобы отказаться от решительных действий; согласно Полибию, он настаивал на превосходстве нумидийской конницы и на необходимости лучше подготовить солдат за зиму. Реальным мотивом для него могло быть нежелание уступить Лонгу славу в случае победы: сам Публий Корнелий из-за раны всё ещё не мог вести войска в бой. Тиберий Семпроний же по этой самой причине стремился к битве. Ганнибал, догадывавшийся об этих разногласиях, постарался, провоцируя мелкие и успешные для римлян стычки, создать у Лонга уверенность в своих силах. В конце концов консул-плебей, игнорируя доводы Сципиона, ввязался в масштабное сражение (в 20-х числах декабря 218 года).
Битва при Требии из-за тактических просчётов Тиберия Семпрония и умело организованной Ганнибалом засады закончилась сокрушительным поражением римлян. Сципион, находившийся во время боя в лагере, с частью уцелевших солдат той же ночью переправился на мостах через реку и ушёл в Плаценцию, а потом в Кремону.

### Командование в Испании
По истечении консульского года Сципиона он получил полномочия проконсула и был отправлен с 8-тысячным войском в Испанию, где его брат Гней Корнелий к тому моменту смог закрепиться. С этого времени братья Сципионы действовали совместно: сначала против одного Гасдрубала Баркида, позже против трёх карфагенских армий. Уже в 217 году братья предприняли рейд на Сагунт и захватили содержавшихся здесь испанских заложников, которых отпустили домой. В результате очень многие иберийские племена перешли на сторону Рима; вскоре это сказалось на ходе боевых действий.
В 216 году до н. э. Гасдрубал, выполняя полученный из Карфагена приказ, двинулся на север, чтобы повторить путь Ганнибала и присоединиться к нему в Италии. Известие об этом походе встревожило Сципионов, уверенных, что «Ганнибал один замучил Италию, а если к нему присоединится Гасдрубал с испанским войском, то римскому государству придёт конец». Римляне преградили путь карфагенской армии. В сражении, в котором ни у одной из сторон, видимо, не было заметного перевеса в численности, решающую роль сыграло нежелание иберийской пехоты Гасдрубала уходить из Испании. В самом начале битвы иберы начали отступать, а вскоре просто обратились в бегство. Евтропий сообщает о 25 тысячах убитых со стороны Карфагена, но, судя по описанию битвы, потери должны были быть не слишком большими.
Одержав эту победу, Сципионы дали Риму дополнительные шансы оправиться от масштабного поражения при Каннах. Ситуация в Испании же осталась неустойчивой. Проконсулы, вынужденные сражаться уже с тремя карфагенскими армиями (Гасдрубала, Гимилькона и Магона Баркида) столкнулись с серьёзными проблемами снабжения; тем не менее в 215 году они разбили противника, осаждавшего Илитургис, а позже одержали победу над Гасдрубалом при Интибилисе. Ливий пишет в связи с этим о 13 тысяч убитых карфагенян. Эти потери представляются историкам завышенными, но других данных нет. После очередной зимовки Публий Корнелий предпринял рейд далеко на юг. Под Акра Левке его войско понесло серьёзные потери, а позже у горы Победы он был окружён врагами; его спасло появление армии брата. После ряда побед Гнея Корнелия Сципионы вместе взяли Сагунт.
В дальнейшем Сципионы заключили союз с одним из нумидийских царей Сифаксом и отправили к нему центуриона Квинта Статория для тренировки пехоты по римскому образцу (213 год до н. э.). Для усиления своей армии они начали впервые в римской истории привлекать наёмников: только за зиму 213—212 годов было нанято порядка 20 тысяч кельтиберов. С этими силами проконсулы решили нанести врагу решительный удар во время очередной кампании (по одним данным Ливия, её следует датировать 212 годом до н. э., по другим — 211, и исследователи считают второй вариант более правдоподобным). Римляне были уверены в своей победе. Публий Корнелий с двумя третями римского войска двинулся против Магона и Гасдрубала, сына Гисгона, а Гней Корнелий с оставшейся третью римлян и всеми кельтиберами — против Гасдрубала Баркида.
События пошли по наихудшему для римлян сценарию. Сципион Кальв был покинут наёмниками, а Публий Корнелий подвергся интенсивным атакам нумидийской конницы. Узнав, что на помощь карфагенянам идут 7500 воинов-свессетанов, он предпринял ночной марш навстречу последним и начал бой, но в решающий момент был атакован всё теми же нумидийцами и карфагенской пехотой. В бою он погиб вместе с большей частью его армии. Это предопределило поражение и гибель и Гнея Корнелия.

## Семья
Публий Корнелий был женат на представительнице знатного плебейского рода Помпониев, возводившего свою родословную ко второму царю Рима Нуме Помпилию. Два его представителя, Маний и Марк, были консулами в 233 и 231 годах до н. э. соответственно; жена Сципиона могла быть их сестрой или дочерью одного из них. В этом браке родились двое сыновей — Публий и Луций. Полибий называет старшим сыном Луция, но это опровергают данные других источников и ономастики.
Публий Корнелий-младший родился в 236 или 235 году до н. э. Античные авторы рассказывают одну историю о взаимоотношениях между отцом и сыном Сципионами:

Того, кто много славных дел своей рукою совершил,

Чьи подвиги ещё живут, кому дивятся все народы,

Того отец в одном плаще сам вывел от подруги.
— Авл Геллий. Аттические ночи. VII, 8, 5.

## Итоги деятельности
Воюя в Испании шесть лет, Гней Корнелий так и не смог одержать полную победу над противником. Во многом именно это предопределило затяжной характер всей Второй Пунической войны. Позже Публий Корнелий Сципион-младший, опираясь на опыт своих отца и дяди, разработал новую тактику — коротких и эффективных рейдов на юг с левобережья Ибера, во время которых воины местных племён играли не слишком важную роль. Эта тактика и обеспечила Риму победу.

## В художественной литературе
Публий Корнелий действует в повести Александра Немировского «Слоны Ганнибала».